# Joseph LoDuca
Joseph LoDuca (né en 1958 à Détroit) est un compositeur américain de musiques de films.
Il est principalement connu pour sa collaboration avec le réalisateur Sam Raimi sur la trilogie Evil Dead, et les séries télévisées Hercule, Xena, Spartacus.
Il a également composé la musique du film Le Pacte des loups de Christophe Gans en 2001.

## Filmographie

### Cinéma
- 1981 : Evil Dead (The Evil Dead) de Sam Raimi
- 1985 : Stryker's War de Josh Becker
- 1987 : Evil Dead 2 (Evil Dead II: Dead by Dawn) de Sam Raimi
- 1988 : The Carrier de Nathan J. White
- 1989 : Péril sur la Lune (Moontrap) de Robert Dyke
- 1991 : Lunatics: A Love Story de Josh Becke
- 1994 : Evil Dead 3 : L'Armée des ténèbres (Army of Darkness) de Sam Raimi
- 1994 : Messenger de Norman Loftis
- 1997 : Running Time de Josh Becker
- 2001 : Le Pacte des loups de Christophe Gans
- 2004 : Saint Ange de Pascal Laugier
- 2005 : Boogeyman : La porte des cauchemars (Boogeyman) de Stephen T. Kay
- 2005 : Man with the Screaming Brain de Bruce Campbell
- 2005 : Le Jeu des damnés (Devour) de David Winkler
- 2007 : Les Messagers (The Messengers) de Oxide Pang Chun et Danny Pang
- 2007 : My Name Is Bruce de  Bruce Campbell
- 2007 : Boogeyman 2 de Jeff Betancourt
- 2008 : Bar Starz de Michael Pietrzak
- 2008 : Diamonds and Guns de Chris Dollard et Renée O'Connor
- 2008 : Les Créatures de l'Ouest (The Burrowers) de J.T. Petty
- 2010 : Patagonia de Marc Evans
- 2011 : JumpRopeSprint de Stephen Ihli
- 2012 : Freaky Deaky de Charles Matthau
- 2012 : Soldiers of Fortune de Maxim Korostyshevsky
- 2013 : La Malédiction de Chucky (Curse of Chucky) de Don Mancini
- 2014 : Burying the Ex de Joe Dante
- 2014 : 10,000 Days d'Eric Small
- 2015 : Pay the Ghost d'Uli Edel
- 2015 : Don't Tell Kim de Stephen Ihli
- 2017 : Le Retour de Chucky (Cult of Chucky) de Don Mancini
- 2018 : Bad Samaritan de Dean Devlin

### Télévision

#### Séries télévisées
- 1982-1984 : Late Night America
- 1986-1989 : City Tales
- 1992 : Second Avenue
- 1994 : M.A.N.T.I.S.
- 1995-1999 : Hercule (Hercules: The Legendary Journeys)
- 1995-2001 : Xena, la guerrière (Xena: Warrior Princess)
- 1995 : American Gothic
- 1998 : This Is America & the World with Dennis Wholey
- 1998 : Hercule contre Arès (Young Hercules)
- 2000 : Jack, le vengeur masqué (Jack of All Trades)
- 2000 : Cleopatra 2525
- 2002 : He-Man and the Masters of the Universe
- 2003 : Profiles from the Front Line (saison 1, épisode 6)
- 2003 : Peacemakers
- 2003 : Weird TV
- 2008 : Legend of the Seeker : L'Épée de vérité (Legend of the Seeker)
- 2008-2012 : Leverage
- 2011-2013 : Spartacus
- 2014-2015 : Flynn Carson et les Nouveaux Aventuriers (The Librarians)
- 2015 : Ash vs. Evil Dead
- 2021 - en cours : Leverage : Redemption

#### Téléfilms

##### Hercule
- 1994 : Hercule et les Amazones (Hercules and the Amazon Women) de Bill L. Norton
- 1994 : Hercule et le Royaume oublié (Hercules and the Lost Kingdom) de Harley Cokeliss
- 1994 : Hercule et le Cercle de feu (Hercules and the Circle of Fire) de Doug Lefler
- 1994 : Hercule et le Monde des ténèbres (Hercules in the Underworld) de Bill L. Norton
- 1994 : Hercule et le Labyrinthe du Minotaure (Hercules in the Maze of the Minotaur) de Josh Becker
- 1998 : Hercule et Xena: La Bataille Du Mont Olympe (Hercules and Xena - The Animated Movie: The Battle for Mount Olympus) de Lynne Naylor

##### Les Aventures de Flynn Carson
- 2004 : Les Aventures de Flynn Carson : Le Mystère de la lance sacrée (The Librarian: Quest for the Spear) de Peter Winther
- 2006 : Les Aventures de Flynn Carson : Le Trésor du roi Salomon (The Librarian: Return to King Solomon's Mines) de Jonathan Frakes
- 2008 : Les Aventures de Flynn Carson : Le Secret de la coupe maudite (The Librarian: The Curse of the Judas Chalice) de Jonathan Frakes

##### Autres téléfilms
- 1990 : The Voodoo Man of Heidelberg Street (documentaire) de Harvey Ovshinsky
- 1992 : Close to Home: The Tammy Boccomino Story (documentaire) de Harvey Ovshinsky
- 1993 : Amours à hauts risques (Dying to Love You) de Robert Iscove
- 1993 : L'Instinct de survie (River of Rage: The Taking of Maggie Keene) de Robert Iscove
- 1994 : Un enfant en danger (A Child's Cry for Help) de Sandor Stern
- 1995 : Ma fille en danger (Fighting for My Daughter) de Peter Levin
- 2001 : Le Pacte des loups - Les entrailles de la bête (documentaire) de Pascal Laugier
- 2002 : He-Man and the Masters of the Universe: The Beginning
- 2003 : Irene's Last Call (documentaire) de Renie Oxley
- 2003 : The Nazi Hunter (court-métrage) de Joshua Davis
- 2005 : Alien Apocalypse de Josh Becker
- 2005 : Les Ailes du chaos (Locusts) de David Jackson
- 2005 : Triangle (The Triangle) de Craig R. Baxley
- 2005 : The Prophecy: Uprising de Joel Soisson
- 2005 : The Prophecy: Forsaken de Joel Soisson
- 2005 : Xena: The 10th Anniversary Collection
- 2006 : Touch the Top of the World de Peter Winther
- 2007 : Mon combat pour la vérité (The Staircase Murders) de Tom McLoughlin
- 2008 : Blank Slate de John Harrison
- 2008 : Boogeyman 3 - Le Dernier cauchemar (Boogeyman 3) (Video) de Gary Jones
- 2009 : The Hard Truth: Hollywood Now Segment - The Real Bruce Campbell (Video short)
- 2009 : Love Birds (Video short)
- 2009 : Messengers 2: The Scarecrow (Video)
- 2011 : Swallowed Souls: The Making of Evil Dead II (documentaire)
- 2013 : The Wicked (Video)
- 2013 : The End: the Damned and the Victorious (Video)
- 2013 : Gladiator Bootcamp (Video)